# Macclesfield Town FC
A Macclesfield Town Football Club egy angliai labdarúgóklub Macclesfield városban, Stockport közelében.

## Jelenlegi keret
Frissítve: 2020. június 12-én
| # |     | Poszt | Név                |
| - | --- | ----- | ------------------ |
| 4 | ENG | KP    | Jak McCourt        |
| 5 | IRE | V     | Fiacre Kelleher () |
| 6 | ENG | KP    | Harry Hamblin      |
| 8 | ENG | CS    | Ben Tollitt        |

| #  |     | Poszt | Név               |
| -- | --- | ----- | ----------------- |
| 9  | ENG | CS    | Joe Ironside      |
| 15 | ENG | V     | Fraser Horsfall   |
| 23 | ENG | V     | David Fitzpatrick |

## Sikerek
- Angol labdarúgó-bajnokság (negyedosztály) ezüstérmes: 1998
- FA Trophy-győztes - 1970, 1996

## Fordítás
- Ez a szócikk részben vagy egészben  a   Macclesfield Town F.C. című angol Wikipédia-szócikk fordításán alapul.  Az eredeti cikk szerkesztőit annak laptörténete sorolja fel. Ez a jelzés csupán a megfogalmazás eredetét és a szerzői jogokat jelzi, nem szolgál a cikkben szereplő információk forrásmegjelöléseként.